# Vanesa Butera
Vanesa Paz Butera, conosciuta come Vanesa Butera o Vane Butera (Adrogué, 28 gennaio 1984), è un'attrice, cantante e compositrice argentina.

## Filmografia

### Cinema
- Algo azul, regia di Sabrina Farji – cortometraggio (2014)
- El viaje, regia di Florencia Momo – cortometraggio (2015)
- Amor de película, regia di Sebastián Mega Díaz (2019)

### Televisione
- Ninì – serial TV, 129 episodi (2009-2010)
- Yo soy virgen – web serie, 10 episodi (2010)
- Peter Punk – serie TV (2011-2013)
- Fronteras – serie TV, 3 episodi (2015)
- Esperanza mía – serial TV, 112 episodi (2015-2016)
- Love Divina (Divina, está en tu corazón) – serial TV, 59 episodi (2017)
- Sandro de América – serie TV, 9 episodi (2018)
- Simona – serial TV, 57 episodi (2018)

### Programmi televisivi
- Yo quiero ser (2008) – Concorrente, vincitrice

## Discografia

### Album in studio
- 2013 – Partida
- 2020 – Adonde no me llaman
- 2021 – Changüí

### EP
- 2015 – Sesiones vivas acústicas
- 2016 – Sesiones vivas en estudio

### Singoli
- 2020 – Voy igual
- 2020 – Baldosas flojas
- 2020 – No me quisiste
- 2020 – Nuestro tiempo
- 2021 – Hasta acá
- 2021 – La vuelta al espiral
- 2021 – Menos no

## Teatro
- Desacompañados (2000)
- Coronación (2001)
- Protagonistas (2002-2005)
- Fayon, the musical (2005)
- El az en la manga (2007)
- Historias prestadas, será justicia (2007)
- Fanny, canciones para jugar (2007-2008)
- Hairspray (2008)
- Nena no robarás (2009)
- Musicool (2009)
- Mi bello dragón (2009)
- Juicio a lo natural (2010)
- Niní: La búsqueda (2010)
- La carnicería (2011)
- Mambrú vuelve a la guerra (2012)
- La carne de tu ex en el freezer (2012)
- Con nombre propio (2013)
- Los hombres de la independencia (2013)
- Pegados (2013)
- Company (2013)
- Tanguito mío (2013)
- El capitán Beto (2014)
- Esperanza mía, el musical (2015)
- Colección primavera verano (2015)
- Como te soñé (2016-2023)
- Entretelones (2017-2018)
- Simona, en vivo (2018)
- Huesito Caracú (2019)
- Tita, llamarada pasional (2022)
- No me llames (2023)
- Sex (2024)

## Riconoscimenti
- Premio Clarín
  - 2008 – Candidatura come actriz revelación per Hairspray[1]
- Premio ACE
  - 2008 – Revelación femenina per Hairspray
  - 2008 – Candidatura come actuación feminina en musical y/o café concert per Hairspray[2]
  - 2010 – Candidatura come mejor actriz en musical, music hall y/o café concert per Musicool
- Premio María Guerrero
  - 2009 – Premio estímulo per Hairspray[3]
- Premio Trinidad Guevara
  - 2009 – Candidatura come premio revelación per Hairspray[4]
- Premio Hugo al Teatro Musical
  - 2010 – Mejor actriz en musical off per Musicool[5]
  - 2013 – Mejor Intérprete Femenino en musical infantil y/o juvenil per Tanguito mío[6]
  - 2014 – Mejor intérprete femenino en musical off per Pegados[7]
  - 2016 – Candidatura come mejor intérprete femenino en music hall, café concert y/o varieté musical per Colección primavera verano[8]
  - 2018 – Candidatura come mejor música original per No me digas, que ya sé[9]
  - 2018 – Mejor letras de musical argentino per No me digas, que ya sé

## Doppiatrici italiane
- Nelle versioni in italiano delle opere in cui ha recitato, Vanesa Butera è stata doppiata da:
- Daniela Abbruzzese in Niní[10]
- Eleonora Reti in Love Divina[11]